# Блек Рок (Њу Мексико)
Блек Рок (енгл. Black Rock) насељено је место без административног статуса у америчкој савезној држави Њу Мексико.

## Демографија
По попису из 2010. године број становника је 1.323, што је 71 (5,7%) становника више него 2000. године.
| Група             | 2000.     | 2010.      |
| Белци             | 99 (7,9%) | 110 (8,3%) |
| Афроамериканци    | 2 (0,2%)  | 9 (0,7%)   |
| Азијати           | 2 (0,2%)  | 13 (1,0%)  |
| Хиспаноамериканци | 34 (2,7%) | 27 (2,0%)  |
| Укупно            | 1.252     | 1.323      |